# Macchia

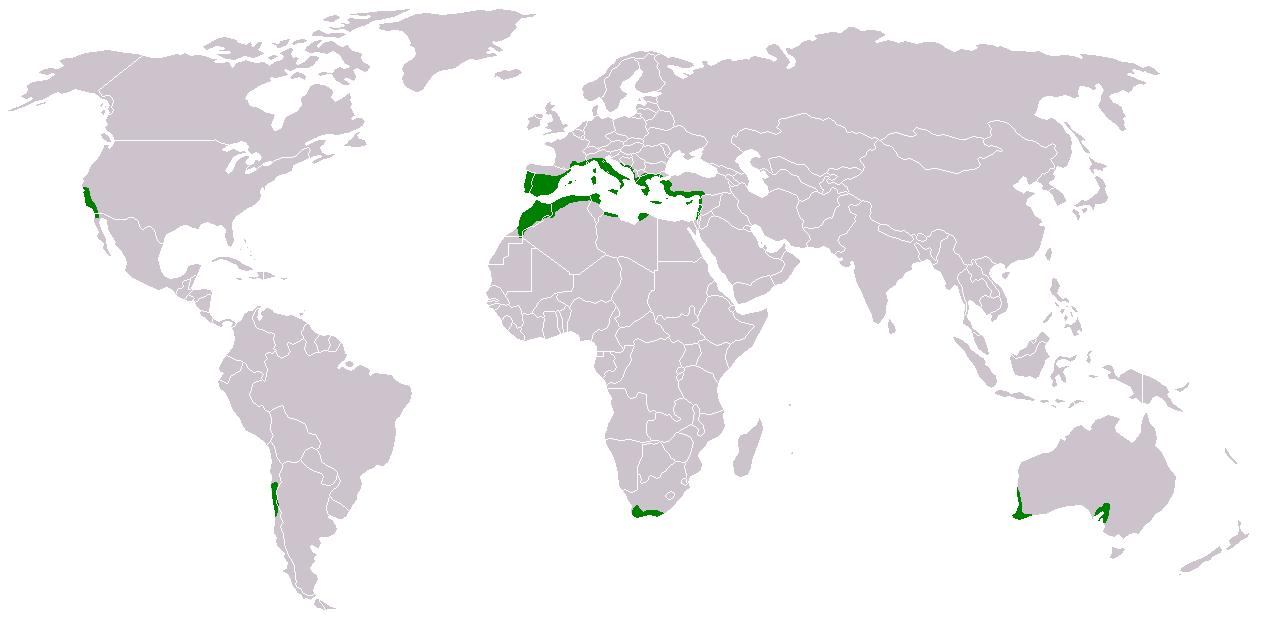
A macchia növényzet elterjedési területe

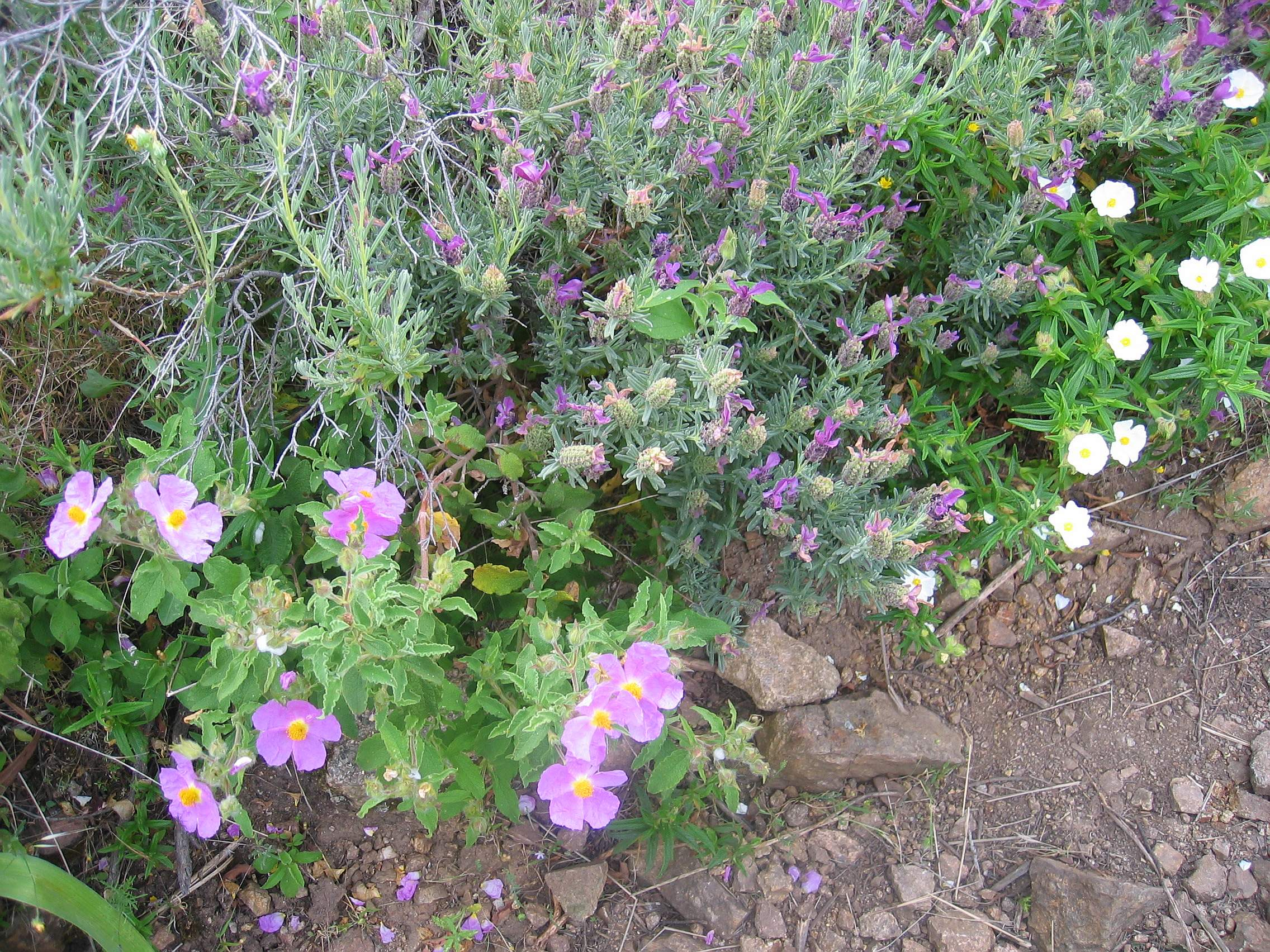
hamvas levelű szuhar (rózsaszínű), bóbitás levendula és
Cistus monspeliensis (fehér, hátul jobboldalt) Korzika szigetén, Calvi mellett

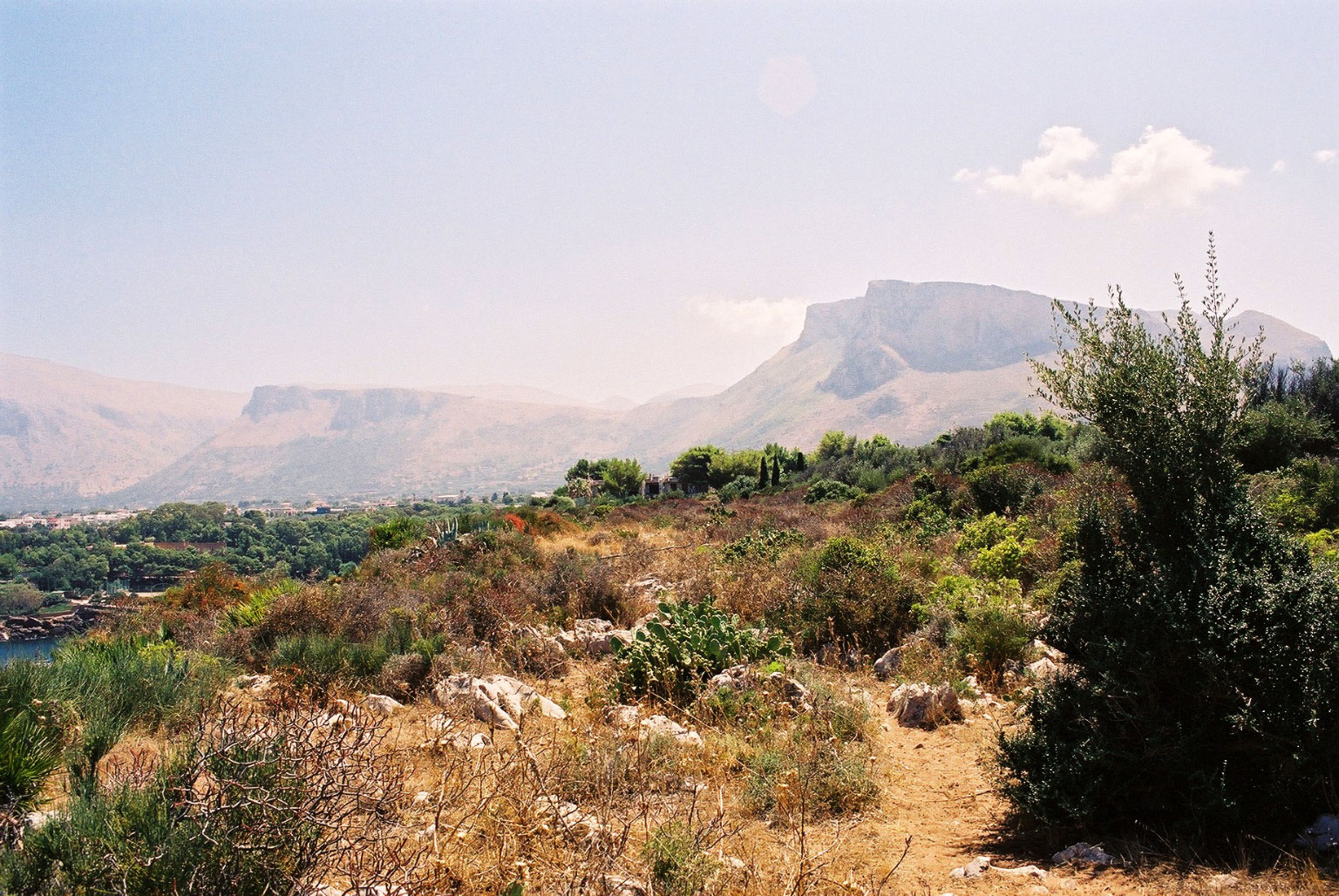
Jellegzetes szicíliai táj;
Capo Rama Nemzeti Park

A mediterrán éghajlatú területek többségén az ember kiirtotta az eredeti növényzetet, és a keménylombú erdők helyén, a nem művelt területeken 1-3 (ritkábban akár 5–8) m magas, szúrós, örökzöld bozót alakult ki. A sűrű, szinte áthatolatlan magas cserjésben gyakoriak a tüskés, illóolaj-tartalmú, színpompás virágokat fejlesztő növények. E bozót közismert olasz neve a macchia (ejtsd: makkia) (franciául: maquis). A hasonló növényzet neve Kaliforniában chaparral. Magyaros átírásban makkia formában is előfordul.
Mivel az erózió a védtelenül maradt talaj jó részét lepusztította, az elvékonyodott termőrétegben csenevész, eltörpült fák próbálnak gyökereikkel megkapaszkodni a rájuk rendszeresen felkúszó bokrok között. Ezek egy része az eredeti növénytakaróból (az erdő aljnövényzetéből) visszamaradt faj, más része özönnövény. Ebből adódóan ezen biom fajösszetétele igen változékony. Egyfajta „szokványosnak” tekinthető macchia az alábbi fajokból állhat:
- szentjánoskenyérfa (Ceratonia siliqua),
- krisztustövis (Paliurus spina-christi),
- szúrós csodabogyó (Ruscus aculeatus),
- mirtusz (Myrtus sp.),
- paratölgy (Quercus suber),
- karmazsintölgy (Quercus coccifera),
- olajfa (Olea europaea),
- füge (Ficus carica),
- érdes szárcsafű (Smilax aspera),
- leander,
- magyal,
- cédrusfélék,
- ciprusfélék,
- ecetfa (Rhus spp.).

Az egyedi jelleg azokon a szigeteken a legerősebb, ahová nem hurcoltak be invazív fajokat: az ilyen helyeken a macchia tisztán a  reliktum fajok letörpült példányaiból áll. Máltán például fő fajai:
- paratölgy (Quercus suber),
- pisztácia (Pistacia sp.),
- olajfa (Olea europaea),
- füge (Ficus carica),
- krisztustövis (Paliurus spina-christi),
- szuhar (avagy bodorrózsa – (Cistus sp.),
- hangafélék (nyugati szamócafa (Arbutus unedo), cserjés hanga (Erica arborea),
- babér,
- mirtusz (Myrtus sp.).

## Tomillares
Az Ibériai-félszigeten kialakult változata a tomillares: erre az:
- illatos zsályafélék,
- levendula (Lavandula sp.),
- kakukkfüvek.

hangsúlyos megjelenése jellemző.

## Frigana (phrigana), garrigue (garigue)

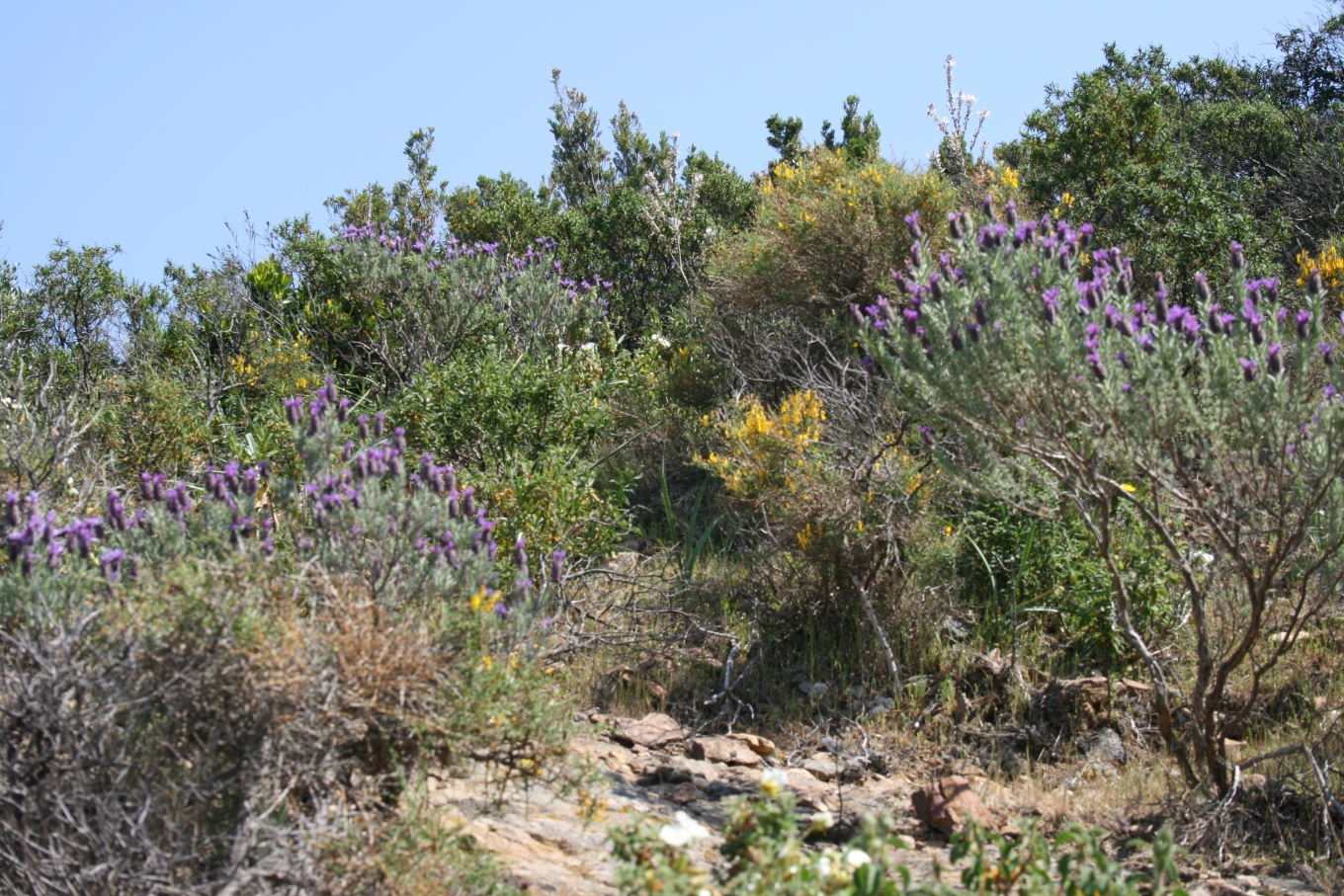
Virágzó garrigue növényzet Korzikán

A szárazabb vidékek lepusztult mészkőfennsíkain kialakult, térdmagasságúra letörpült bozót neve:
- a Nyugat-Mediterráneumban garrigue,
- a Kelet-Mediterráneumban frigana – a Balkánon és Görögországban tartós, erőteljes legeltetés hatására alakult ki.

Gyakori fajai:
- kermesz-tölgy,
- szamócafa (Arbutus sp.), mint pld: nyugati szamócafa, görög szamócafa, illetve előbbi kettő faj természetes hibridjeként platánkérgű szamócafa
- kakukkfüvek,
- szuhar (avagy bodorrózsa – (Cistus spp.),
- kései nárcisz (Narcissus serotinus),
- levendula (Lavandula spp.).

Köztük néhány magányos fa is előfordulhat.
Bulgáriában közönséges fajok:
- mezei szil (Ulmus minor),
- mandulalevelű körte (Pirus amygdaliformis).

## Chaparral

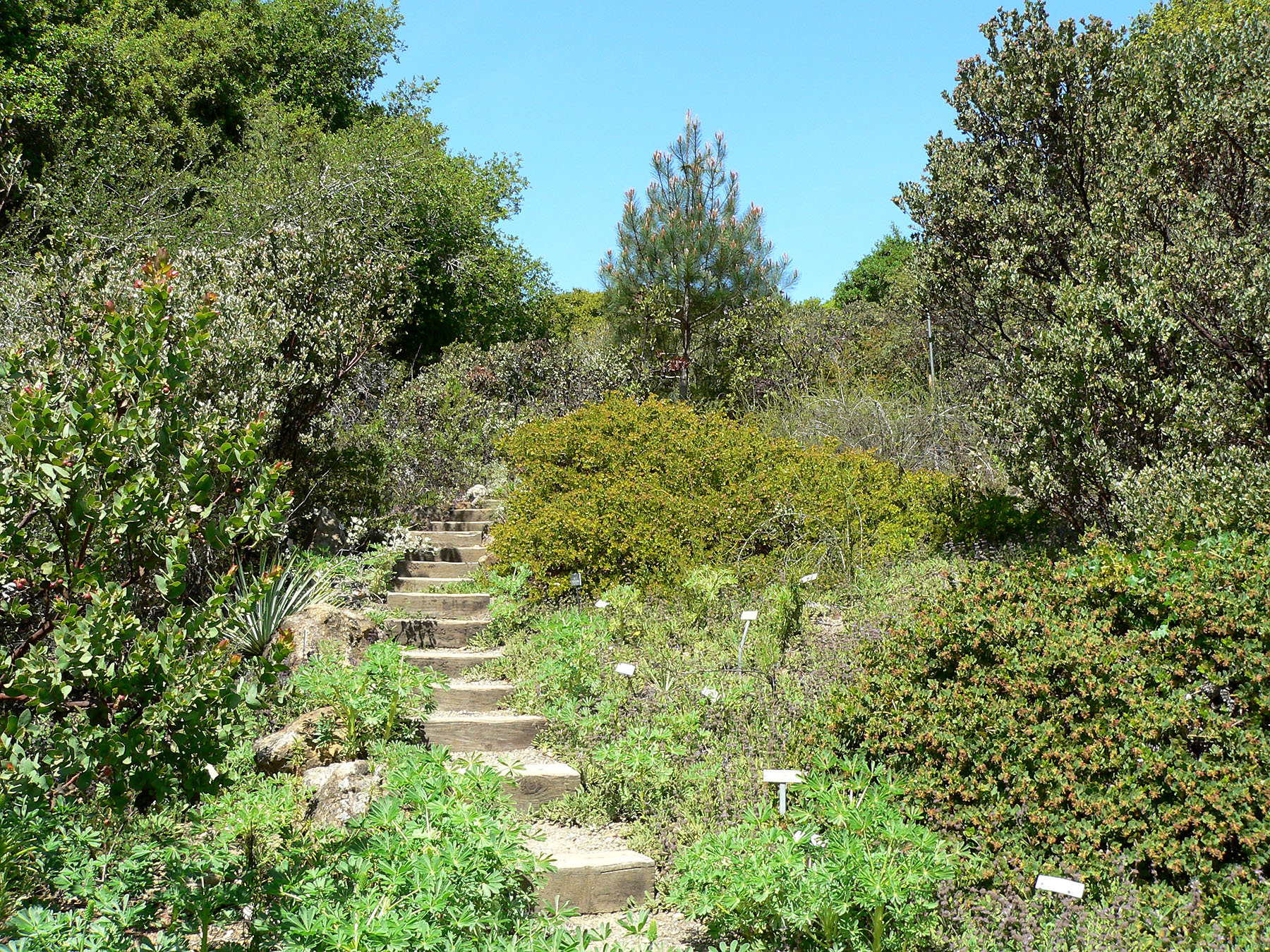
Chaparral növényzet a Kaliforniai Egyetem botanikus kertjében

A kaliforniai chaparral jellemző növénytársulása:
- pisztácia (Pistacia spp.),
- jázmin (Jasminum spp.),
- mirtusz (Myrtus spp.),
- ecetfa (Rhus spp.),
- füge (Ficus carica),
- zsálya (Salvia officinalis),
- levendula (Lavandula spp.),
- olajfa (Olea europaea).

## Fokföldi macchia
A fokföldi macchia jellemző növénytársulását az endemikus fajok uralják; főleg az ernyőalakú fák. Mellettük jellemző:
- muskátli (Pelargium spp.),
- kardvirág (Gladiolus spp.),
- frézia (Freesia spp.),
- barna olajfa (Olea verrucosa).

## Ausztráliai macchia
Az ausztráliai macchia fő növényei:
- eukaliptuszok (Eucalyptus spp.)
- fűfa (Xanthorrhoea spp.),
- prótea (Protea spp.)

## Pszeudomacchia
Mérsékelten mediterrán éghajlaton a macchiába lomblevelű fafajok is betársulnak: az ilyen bozót a pszeudomacchia. A Mediterráneum jellemző betársuló fajai tölgyek:
- pireneusi tölgy (Quercus pyrenaica) és
- kereklevelű magyaltölgy (Quercus rotundifolia).

## Özönnövényei
A legfontosabb, szinte minden macchiában előforduló (behurcolt) özönnövények:
- medvetalp kaktusz (Opuntia spp.),
- agávé (Agave spp.),
- pálmaliliom (Yucca spp.).